# آزمون عشق
آزمون عشق (انگلیسی: The Love Test) فیلمی در ژانر کمدی-درام به کارگردانی مایکل پاول است که در سال ۱۹۳۵ منتشر شد. از بازیگران آن می‌توان به جودی گان، لوئیس هیوارد و برنارد میلز اشاره کرد.